# جان دی.اف. بلک
جان دی.اف. بلک (انگلیسی: John D. F. Black؛ زادهٔ ۳۰ دسامبر ۱۹۳۲ - ۲۹ نوامبر ۲۰۱۸) یک فیلم‌نامه‌نویس، کارگردان فیلم و تهیه‌کننده تلویزیونی اهل ایالات متحده آمریکا است.
از فیلم‌ها یا مجموعه‌های تلویزیونی که وی در آن‌ها نقش داشته است، می‌توان به پیشتازان فضا: مجموعه اصلی، پیشتازان فضا: نسل بعدی، فرشتگان چارلی، هاوایی فایو-او، فراری، مأموریت: غیرممکن، تسخیرناپذیران، ویرجینیایی، آقای نواک، سیمارون، چاپارل، خیابان‌های سان‌فرانسیسکو و شفت اشاره نمود.
وی همچنین برنده جوایزی همچون جایزه ادگار شده‌است.